# Gonoplectus alius
Gonoplectus alius är en mångfotingart som beskrevs av Demange 1961. Gonoplectus alius ingår i släktet Gonoplectus och familjen Harpagophoridae. Inga underarter finns listade i Catalogue of Life.